# 雷姆 (匈牙利)
雷姆，是匈牙利南部巴奇-基什孔州所辖的一个村，总面积39.93平方公里，总人口1432，人口密度35.87人/平方公里（2001年）。地理坐标为46°15′N 19°09′E。